# Fundació Antiga Caixa de Manlleu
Caixa Manlleu (nombre comercial de la Caixa d'Estalvis Comarcal de Manlleu; en castellano, Caja de Ahorros Comarcal Manlleu) fue una institución financiera sin ánimo de lucro, acogida al régimen de caja de ahorros de la legislación española. En 2010 se fusionó con Caixa Sabadell y Caixa Terrassa creando la caja de ahorros Unnim Caixa.

## Historia
Caixa Manlleu fue fundada en la localidad catalana de Manlleu (Barcelona) en 1896 por un grupo de industriales y por el obispo Morgades. Su nombre original fue Caja de Ahorros de Manlleu, que cambió en 1966 por Caja de Ahorros Comarcal de Manlleu. En un principio su implantación estuvo limitada a la comarca de Osona, extendiéndose a partir de 1974 por otras comarcas catalanas. 
En 1997 tradujo su nombre al catalán y pasó a llamarse oficialmente Caixa d'Estalvis Comarcal de Manlleu.
Contaba con 100 sucursales, de las cuales 42 se encontraban en la comarca de Osona, su zona de implantación más fuerte, 27 en el Vallés Oriental y el resto en otras comarcas de la provincia de Barcelona. La caja de ahorros contaba también con 2 sucursales en la Comunidad de Madrid.
La caja de ahorros contaba con 490 empleados. Su sede social estaba en la localidad de Manlleu y sus servicios centrales, divididos entre Manlleu y Vich, capital de la comarca de Osona.

### Fusión en Unnim Caixa
En junio del año 2009, con la aprobación del Fondo de reestructuración ordenada bancaria (FROB), se hicieron contundentes los rumores de posibles fusiones entre algunas cajas catalanas. Así, Caixa Manlleu entró en un proceso de fusión con Caixa Sabadell y Caixa Terrassa, tal y como lo hicieron saber las tres entidades en un comunicado.
Posteriormente, Caixa Girona que en principio tenía pensado integrarse en la fusión que constituyó Catalunya Caixa, finalmente decidió sumarse a Unnim, aunque unos días previos a aprobar la fusión decidió desdecirse y retirarse de la nueva caja.
El 17 de mayo de 2010 se hizo realidad la constitución de la nueva caja con la aprobación de las asambleas de las tres cajas que han promovido la fusión, e inició operaciones a partir del 1 de julio de ese mismo año. El nombre social de la caja resultante fue Caixa d'Estalvis Unió de les Caixes de Manlleu, Sabadell i Terrassa, (Caja de Ahorros Unión de Cajas de Manlleu, Sabadell y Terrassa) con sede social en Barcelona y con tres subsedes en Manlleu, Sabadell y Terrassa.